# 25378 Erinlambert
25378 Erinlambert è un asteroide della fascia principale. Scoperto nel 1999, presenta un'orbita caratterizzata da un semiasse maggiore pari a 2,2987328 UA e da un'eccentricità di 0,1348601, inclinata di 5,55239° rispetto all'eclittica.